# Cieszyńskie Źródła Tufowe
Cieszyńskie Źródła Tufowe este o arie protejată (sit de importanță comunitară — SCI) din Polonia întinsă pe o suprafață de 266,89 ha, integral pe uscat.

## Localizare
Centrul sitului Cieszyńskie Źródła Tufowe este situat la coordonatele 49°43′26″N 18°42′57″E / 49.724°N 18.7157°E.

## Înființare
Situl Cieszyńskie Źródła Tufowe a fost declarat sit de importanță comunitară în aprilie 2004 pentru a proteja 2 specii de animale.

## Biodiversitate
Situată în ecoregiunea continentală, aria protejată conține 8 habitate naturale: Lacuri eutrofice naturale cu vegetație de tip Magnopotamion sau Hydrocharition, Fânețe de joasă altitudine (Alopecurus pratensis, Sanguisorba officinalis), Izvoare petrifiante cu formare de travertin (Cratoneurion), Mlaștini alcaline, Păduri de fag Luzulo-Fagetum, Păduri de fag Asperulo-Fagetum, Păduri de stejar și carpen Galio-Carpinetum, Păduri aluvionare cu Alnus glutinosa și Fraxinus excelsior (Alno-Padion, Alnion incanae, Salicion albae).
La baza desemnării sitului se află mai multe specii protejate de  amfibieni (2): buhai de baltă cu burta roșie (Bombina bombina), triton cu creastă (Triturus cristatus).